# بومبييترو
بومبييترو (بالإيطالية: Bompietro)‏ هي بلدية في مقاطعة باليرمو في صقلية الإيطالية.

## السكان
في سنة 1861 بلغ عدد السكان 2٬553 نسمة، وتطور العدد ليصل في سنة 2011 لـ 1٬474 نسمة.
يظهر هذا المخطط البياني تطور النمو السكاني لـ بومبييترو